# Deutsche Cadre-71/2-Meisterschaft 2009/10

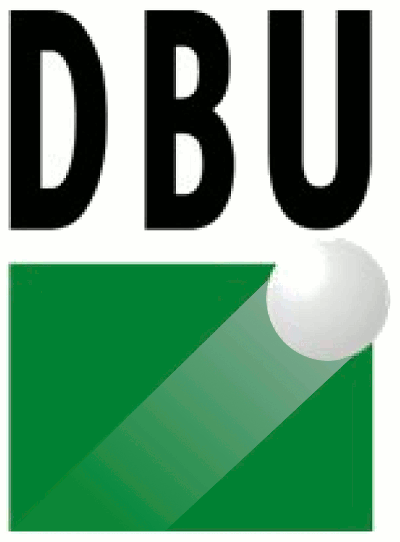
Logo DBU (ausrichtender Verband)

Bad Wildungen

Die Deutsche Cadre-71/2-Meisterschaft 2009/10 ist eine Billard-Turnierserie und fand vom 24. Oktober bis zum 1. November 2009 in Bad Wildungen zum 60. Mal statt.

## Geschichte
27 Jahre nach seinem ersten Sieg bei einer DM im Cadre 71/2 gewann Thomas Wildförster seinen insgesamt vierten Titel in dieser Billarddisziplin. Im Finale setzte er sich gegen Carsten Lässig mit 150:116 in 10 Aufnahmen durch. Die besten Leistungen des Turniers erzielte aber Wolfgang Zenkner, der zusammen mit Sven Daske Platz drei belegte.

## Modus
Gespielt wurden zwei Vorrundengruppen bis 150 Punkte. Die beiden Gruppenbesten spielten dann im K.-o.-System den Sieger aus. Platz drei wurde nicht mehr ausgespielt.
Die Endplatzierung ergab sich aus folgenden Kriterien:
1. Matchpunkte
2. Generaldurchschnitt (GD)
3. Bester Einzeldurchschnitt (BED)
4. Höchstserie (HS)

## Teilnehmer (alphabetisch)
1. Thomas Nockemann (DBC Bochum) (Titelverteidiger)
2. Sven Daske (BC Schiffweiler)
3. Carsten Lässig (BG Coesfeld)
4. Frank Müller (SV Vötting)
5. Arnd Riedel (BC Wedel)
6. Olaf Röber (BSV Langenfeld)
7. Thomas Wildförster (BC Hilden)
8. Wolfgang Zenkner (BC München)

## Turnierverlauf

### Gruppenphase
| MP    | Match Points (Sieger = 2; Unentschieden = 1; Verlierer = 0) |
| Pkte. | Erzielte Karambolagen                                       |
| Aufn. | Benötigte Versuche                                          |
| GD    | Generaldurchschnitt                                         |
| BED   | Bester Einzeldurchschnitt eines Spielers                    |
| HS    | Höchstserie                                                 |
|       | Bester GD des Turniers                                      |
|       | Bester ED des Turniers                                      |
|       | Beste HS des Turniers                                       |
|       | 1. Platz (Gold)                                             |
|       | 2. Platz (Silber)                                           |
|       | 3. Platz (Bronze)                                           |

| Platz                      | Name             | MP  | Pkte. | Aufn. | GD    | BED   | HS  |
| -------------------------- | ---------------- | --- | ----- | ----- | ----- | ----- | --- |
| 1                          | Wolfgang Zenkner | 6:0 | 450   | 15    | 30,00 | 50,00 | 122 |
| 2                          | Sven Daske       | 4:2 | 313   | 12    | 26,08 | 50,00 | 83  |
| 3                          | Th. Nockemann    | 2:4 | 252   | 12    | 21,00 | 30,00 | 88  |
| 4                          | Olaf Röber       | 0:6 | 161   | 15    | 10,73 | –     | 29  |
| Gruppendurchschnitt: 21,77 |                  |     |       |       |       |       |     |

| Platz                      | Name               | MP  | Pkte. | Aufn. | GD    | BED   | HS |
| -------------------------- | ------------------ | --- | ----- | ----- | ----- | ----- | -- |
| 1                          | Thomas Wildförster | 6:0 | 450   | 28    | 16,07 | 30,00 | 71 |
| 2                          | Carsten Lässig     | 4:2 | 388   | 14    | 27,71 | 37,50 | 76 |
| 3                          | Frank Müller       | 2:4 | 238   | 29    | 8,20  | 11,53 | 61 |
| 4                          | Arnd Riedel        | 0:6 | 271   | 29    | 9,34  | –     | 47 |
| Gruppendurchschnitt: 13,47 |                    |     |       |       |       |       |    |

## Finalrunde
| Halbfinale         |     |     |    |       |       |    |
| Wolfgang Zenkner   | 0:2 | 141 | 4  | 35,25 | –     | 74 |
| Carsten Lässig     | 2:0 | 150 | 4  | 37,50 | 37,50 | 75 |
| Thomas Wildförster | 2:0 | 150 | 3  | 50,00 | 50,00 | 76 |
| Sven Daske         | 0:2 | 48  | 3  | 16,00 | –     | 46 |
| Finale             |     |     |    |       |       |    |
| Carsten Lässig     | 0:2 | 116 | 10 | 11,60 | –     | 37 |
| Thomas Wildförster | 2:0 | 150 | 10 | 15,00 | 15,00 | 42 |

## Abschlusstabelle
| Klassement                 | Klassement | Klassement         | Klassement | Klassement | Klassement | Klassement | Klassement | Klassement | Klassement |
| Phase                      | Platz      | Name               | MP         | Pkte.      | Aufn.      | GD         | BED        | HS         |            |
| -------------------------- | ---------- | ------------------ | ---------- | ---------- | ---------- | ---------- | ---------- | ---------- | ---------- |
| Finale                     | 1          | Thomas Wildförster | 10:0       | 750        | 41         | 18,29      | 50,00      | 76         |            |
| Finale                     | 2          | Carsten Lässig     | 6:4        | 654        | 28         | 23,35      | 37,50      | 76         |            |
| Halb- finale               | 3          | Wolfgang Zenkner   | 6:2        | 591        | 19         | 31,10      | 50,00      | 122        |            |
| Halb- finale               | 3          | Sven Daske         | 4:4        | 361        | 15         | 24,06      | 50,00      | 83         |            |
| Gruppen- phase             | 5          | Thomas Nockemann   | 2:4        | 252        | 12         | 21,00      | 30,00      | 88         |            |
| Gruppen- phase             | 6          | Frank Müller       | 2:4        | 238        | 29         | 8,20       | 11,53      | 61         |            |
| Gruppen- phase             | 7          | Arnd Riedel        | 0:6        | 271        | 29         | 9,34       | –          | 47         |            |
| Gruppen- phase             | 8          | Olaf Röber         | 0:6        | 161        | 15         | 10,73      | –          | 29         |            |
| Turnierdurchschnitt: 17,43 |            |                    |            |            |            |            |            |            |            |